# Dabo (Francia)
Dabo è un comune francese di 2 707 abitanti situato nel dipartimento della Mosella nella regione del Grand Est.

## Geografia fisica
Dabo è un piccolo villaggio, situato in cuore pieno delle Vosgi (province della Mosella), tra Sarrebourg, Phalsbourg e Saverne. Il vasto territorio del comune si estende sulla pendenza occidentale del massiccio delle Vosgi, composto di arenaria, vecchio di circa 240 a 250 milioni di anni. Le specie vegetali sono bene adattate al substrato di arenaria che conferisce un alto grado d'acidità al suolo: le piante spinose o Pteridophyta li coprono un'importante parte del territorio comunale.

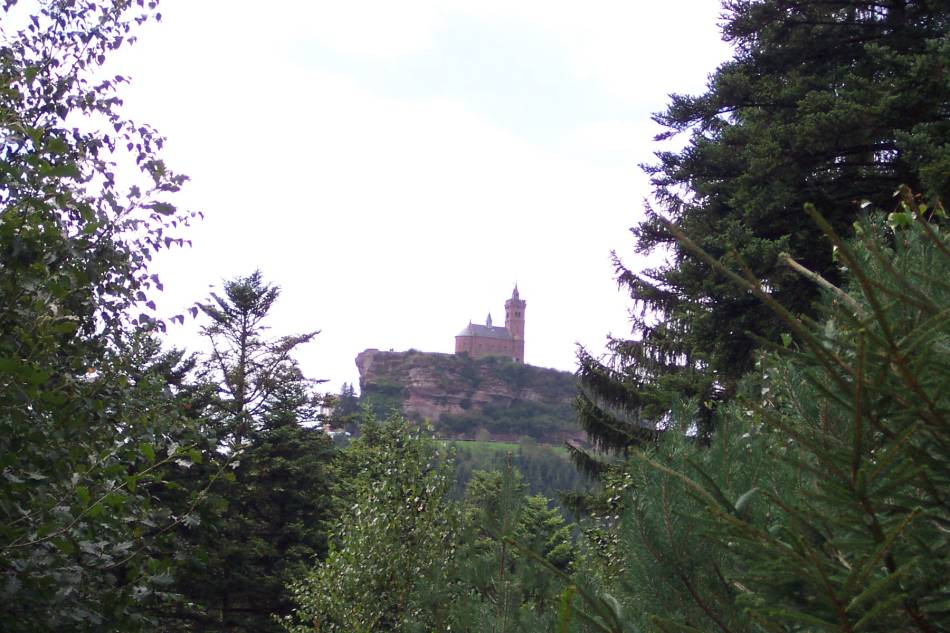
La roccia di Dabo e la sua chiesa

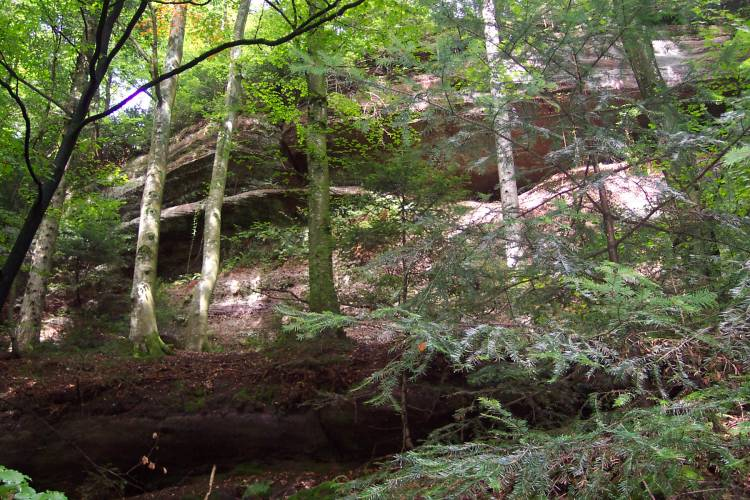
Le rocce di arenaria intorno a Dabo

L'emblema della località, la roccia di Dabo, culmina a 647 metri, sulla sommità di una cima d'arenaria. Deve il suo aumento ad un'arenaria indurita con la presenza di elementi detritici del tipo rulli: l'erosione differenziale non è dunque riuscita a venire così facilmente a fine di quest'arenaria più resistente. Il rilievo costretto i venti umidi d'ovest ad abbandonare un'eccedenza di precipitazioni su il suo territorio: piove in media più di 1000 millimetri di precipitazioni a Dabo.

## Storia
Vestigia attestano della presenza umana dell'età di pietra, quindi celti, di Triboci, di Romani quindi franchi.
La contea di Dabo passò successivamente nelle mani di Hugues I, conte del Nordgau (Alsazia), all'inizio del X secolo, quindi ai suoi figli Eberhard IV verso il 934, nipote di santa Ottilia. È a partire da quest'epoca che fece costruire il castello di Dabo o Dagsburg. Le mura circondavano tutta la circonferenza della roccia e comprendevano una torre d'abitazione, di torre di guardia ed un edificio per le riserve e le stalle, come pure un pozzo per la riserva d'acqua.
La nipote di Eberhard e suo marito ereditarono la contea, quindi a partire da Hugues IV di Eguisheim la regione appartenne ai conti di Eguisheim-Dabo (di cui il più famoso che rappresenta la famiglia è papa Leone IX) fino allo XIII secolo. La contea passò nel 1225 alla famiglia di Linange fino al 1793.
Il 24 ottobre 1648, l'Alsazia fu ceduta alla Francia alla Pace di Vestfalia. I conti di Linange che rifiutarono di fare atto di fedeltà a Luigi XIV di Francia, presero le armi contro lui nel 1672. Ma dopo un lungo assedio dinanzi al castello, che costituiva un ostacolo all'avanzata delle truppe, quest'ultimo dovette capitolare il 13 marzo 1677. Il castello di Dabo venne raso al suolo nel 1679 su ordine di Luigi XIV e di Francesco Michele Le Tellier de Louvois, suo ministro.
La roccia restò nuda un secolo e mezzo, quindi, una volta dedicata a Leone IX, è stata stabilita allo stesso posto nel 1825. In seguito alle intemperie, l'edificio fu demolito nel 1889 e ricostruito in stile romanico con aggiunta di una torre che fungerà da belvedere. La nuova cappella fu inaugurata il 12 ottobre 1892.
Un vertice informale franco-tedesco si è tenuto il 19 luglio 1983 a Dabo tra il presidente François Mitterrand ed il cancelliere Helmut Kohl.

### Simboli
Riprende lo stemma della famiglia d'Eguisheim da cui proveniva papa Leone IX, che nacque nel 1002 nel castello di Dachsbourg, l'attuale Dabo.

## Società

### Evoluzione demografica
Abitanti censiti

## Luoghi e monumenti

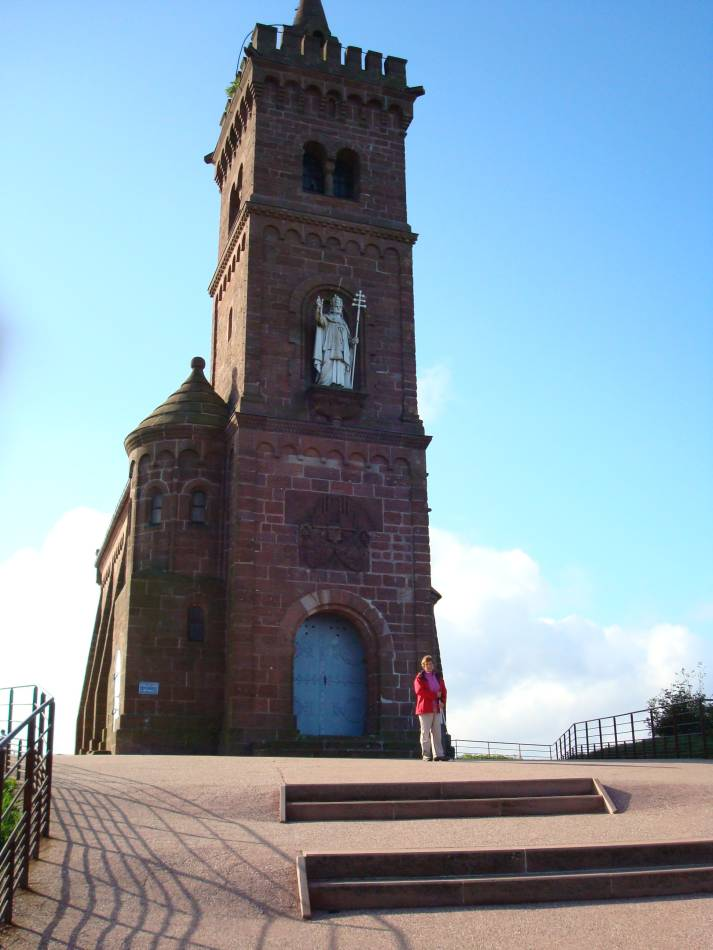
La cappella

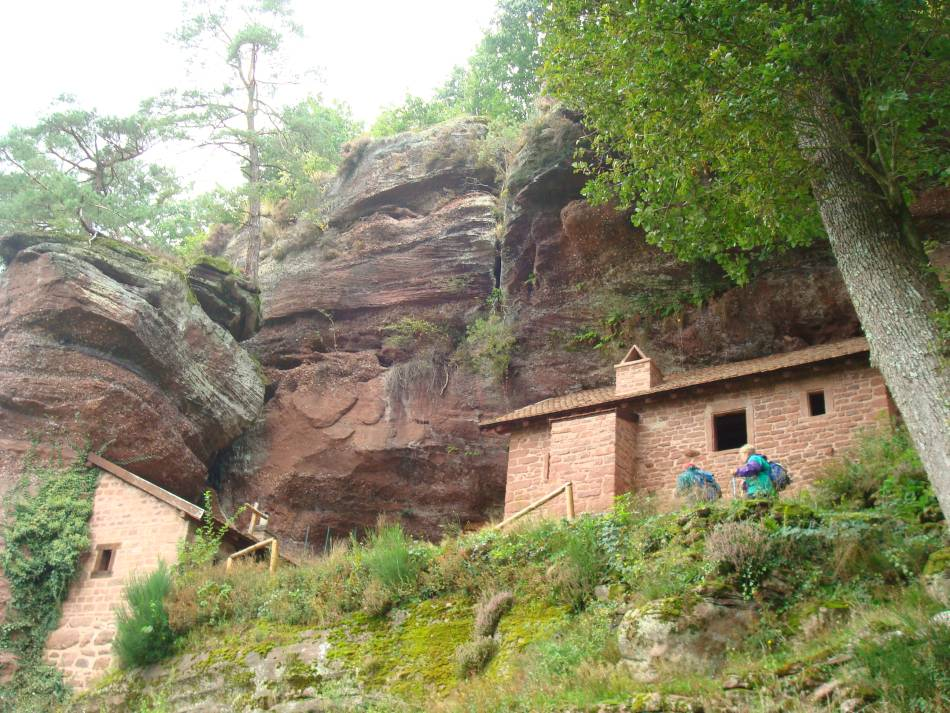
case Troglotyques

- La Rocca di Dabo, culminando a 647 metri, superato della cappella di Santo Leon IX (664 metri).
- Le case trogloditice di Falkenfelsen datano di bene prima della costruzione delle prime case di Hellert in 1789. Un censimento di 1872 conta 38 persone che vivono sotto le rocce in margine della società. In 1894, l'amministrazione austriaca fa saltare quest'abitazioni per obbligare gli abitanti a risiedere nei villaggi. Sole esistono 3 abitazioni situate su settori privati, accuratamente restaurate.
- Molti circuiti pedonali segnalati permettono escursioni senza difficoltà e di ammirare la regione dai numerosi panorama (Sito web delle escursioni pedestres).

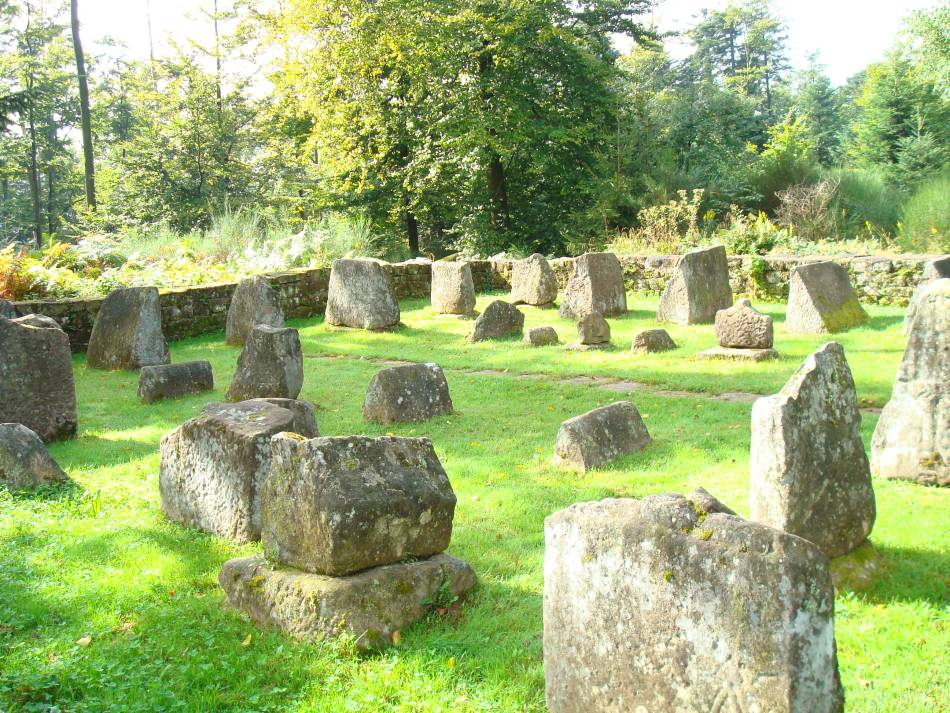
Cimitero romano di Beimbach

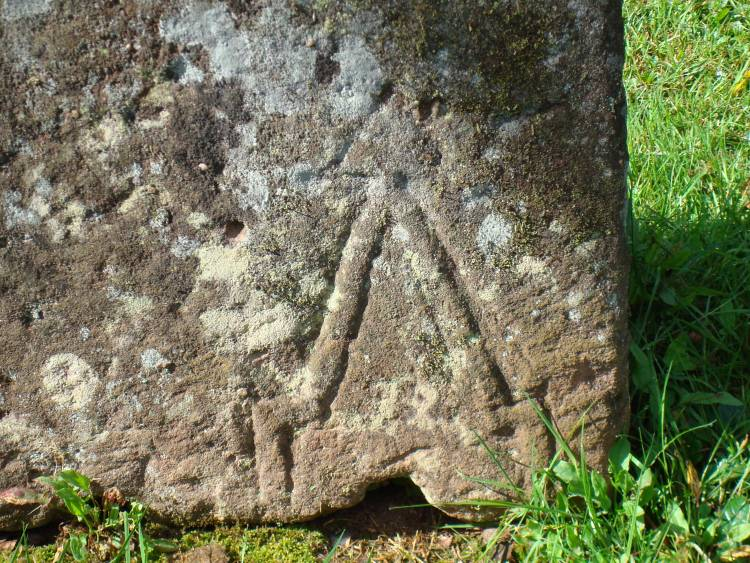
dettaglio di un'apertura alla base della lapide

- Il cimitero romano di Beimbach, sull'altezza di Walscheid. Circondato di un muro, il cimitero si compone delle pietre di arenaria tagliate sotto forma di casa posta su un altro lastrica. Tale monumento è visibile di fronte all'entrata del sindacato di iniziativa di Dabo.
- Il cristallerie di Dabo ed i sarti di cristallo mostrano tutta l'arte del lavoro del vetro e della decorazione con taglio (sarto su cristallo).

## Feste ed abitudini
- Una vecchia abitudine che risale al XVI secolo, in seguito al ripopolamento della regione da parte di coloni venuti da Francia, da Baviera, da Svizzera e dal Tirolo, i signori concederono loro molti diritti forestali, fra cui il più vecchio la data di 1569. Ancora al giorno d'oggi i descendante di questi coloni beneficiano della concessione di 8 alberi resinosi all'anno (diritto detto del legno borghese ). questi abitudini dà luogo ad un'importante fiera annuale che si svolge dopo l'11 novembre.

## Da vedere nei dintorni
- Il castello di Haut-Barr.
- La Torre di Chappe, ultimo vestigia del telegrafo.
- Le torri di Grand-Geroldseck e di Petit Geroldseck
- La tour du Brotsch, altitude de 530m.
- Il castello di Ochsenstein (XII secolo, distrutto nel XIV secolo).
- Il Piano inclinato di Saint-Louis-Arzviller, sul canale della Marne al Reno.
- La città di Saverne.